# 肇源镇
肇源镇，是中华人民共和国黑龙江省大庆市肇源县下辖的一个乡镇级行政单位。

## 行政区划
肇源镇下辖以下地区：
东山社区、城北社区、南苑社区、城南社区、兴源社区、松花江社区、东苑社区、东城社区、广场社区、西海社区、龙源社区、兴安村、老虎背村、双胜村、四方山村、郊原村、东兴村、代龙村、友谊村、临江村和解放村。